# Lobus jairami
Lobus jairami là một loài ruồi trong họ Asilidae. Lobus jairami được Joseph & Parui miêu tả năm 1984. Loài này phân bố ở miền Ấn Độ - Mã Lai.